# 甘木市
甘木市（あまぎし）は、福岡県の中央に位置していた市。
2006年3月20日に朝倉町、杷木町と対等合併し、「朝倉市」となった。

## 地理
福岡県の中央に位置する。市内を北西から南東へと貫く最重要幹線道路である国道386号から南側は盆地となっているが、北側（市域の約6割）は山地となっており、特に市の北部から東部にかけては古処山をはじめとする600〜900m級の山々が連なっている。この山地の一部分に寺内ダム・江川ダムがある。
国道386号沿線地域のうち、市の西部の一帯が現在の中心地となっており、中心商店街や西鉄甘木線・甘木鉄道の駅などが立地する。市中心部から北東約8kmの位置に旧城下町の秋月地区がある。秋月地区は明治時代以降、地域の中心地としての役割を失い、人口が急減したが、現在では「筑前の小京都」と呼ばれる観光地として、多くの人々が訪れる。

### 地域圏・経済圏
甘木市の市域は福岡市などと同じく筑前国に属し、また福岡を統治していた黒田氏の分家による統治が行われていたこともあり、地域圏としては普通は福岡地域圏に分類されるが、反面、市内の鉄道網が久留米方向へ向かって整備されており久留米市を中心とする筑後地域圏に含まれる要素も多い。また、自動車のナンバープレート（陸運支局の管轄）も「福岡」ではなく「久留米」となっており、郵便番号も筑後地区に多い830番台の番号(838-XXXX) となっている。

### 隣接していた自治体
- 久留米市
- 朝倉郡：朝倉町、杷木町、東峰村、筑前町
- 三井郡：大刀洗町
- 嘉穂郡：嘉穂町

## 歴史
「甘木」という地域名は、920年（延喜20年）に建立された甘木山安長寺に由来するとされる。
９９２年　秋月荘「筥崎宮塔院所領秋月」（『石清水文書』）
鎌倉時代の1203年（建仁3年）、原田種雄（たねかつ）が幕府より秋月庄を賜り、秋月氏を名乗り、以後秋月氏による統治が行われ城下町として栄える。
甘木山安長寺は正安年間(1299-1301)、博多承天寺の住職蔵山順空和尚(諡号は円鑑禅師)が現在の禅宗に改宗したという。この時期に甘木山安長寺の住職を兼務。その後臨済宗の大本山東福寺の第6世となる。博多承天寺は寛元元年（1243年）、官寺となっている。
1530年頃に大内義隆は筑前甘木(福岡県朝倉市)に居館を構える。
しかし1587年（天正15年）、九州に攻め込んだ豊臣秀吉の軍勢の前に敗れ、秋月氏は日向国高鍋に移封された。
小早川隆景は天正14年（1586年）、九州征伐にも参加し、戦後に秀吉から筑前・筑後・肥前1郡の37万1,300石を与えられた。
その後、秀俊改め秀秋に家督を譲って隠居し、譜代の家臣団だけを率いて三原に移る。その際、秀吉は12月1日付をもって知行目録を隆景に授け、筑前秋月に5万150石という隠居領を与えた。
慶長5年（1600年）の関ヶ原の戦いの功により、黒田長政が筑前国の領主となる。秋月には叔父の黒田直之を配した。直之は秋月城や町割りを整備した。
その後1623年（元和9年）、福岡藩を統治していた黒田長政の遺言により、長政の三男黒田長興が秋月に分封され秋月藩が成立、以後は黒田氏による統治が明治時代の廃藩置県まで続くこととなる。
廃藩置県により秋月県の県庁所在地となったが、すぐに福岡県に統合され、県内の一都市となった。その後、明治政府の打ち出した政策に強い不満を抱いた士族により、1876年10月27日に秋月の乱が起こった。

### 近現代
- 1889年4月1日 - 町村制度施行により、現在の市域にあたる以下の町村が発足。
  - 夜須郡甘木町・馬田村・上秋月村・秋月村・安川村
  - 下座郡三奈木村・金川村・蜷城村・福田村・立石村
  - 上座郡高木村
- 1893年12月27日 - 秋月村が町制施行。秋月町となる。
- 1896年4月1日 - 郡の統合により上記町村はすべて朝倉郡に属する[1]。
- 1954年4月1日 - 甘木町・秋月町・上秋月村・安川村・立石村・福田村・馬田村・蜷城村・三奈木村・金川村が対等合併し、市制施行。甘木市となる。
- 1955年3月10日 - 高木村を編入。
- 2006年3月20日 - 朝倉町、杷木町と対等合併し、朝倉市となり消滅。

## 行政

### 歴代市長
特記なき場合『日本の歴代市長 : 市制施行百年の歩み』などによる。
| 代 | 氏名       | 就任                       | 退任                       | 備考                 |
| -- | ---------- | -------------------------- | -------------------------- | -------------------- |
| 1  | 斉藤仙太郎 | 1954年（昭和29年）4月30日  | 1956年（昭和31年）9月29日  | 辞職                 |
| 2  | 三笠俊穂   | 1956年（昭和31年）11月18日 | 1960年（昭和35年）11月17日 |                      |
| 3  | 富田英一   | 1960年（昭和35年）11月18日 | 1964年（昭和39年）11月17日 |                      |
| 4  | 塚本倉人   | 1964年（昭和39年）11月18日 | 1972年（昭和47年）11月17日 |                      |
| 5  | 富田英一   | 1972年（昭和47年）11月18日 | 1976年（昭和51年）5月20日  | 辞職                 |
| 6  | 塚本倉人   | 1976年（昭和51年）6月20日  | 1988年（昭和63年）6月19日  |                      |
| 7  | 友納昭智   | 1988年（昭和63年）6月20日  | 1991年（平成3年）          |                      |
| 8  | 中島茂嗣   | 1991年（平成3年）4月21日   | 1996年（平成8年）5月       | 収賄容疑で逮捕、辞職 |
| 9  | 佐藤誠良   | 1996年（平成8年）7月14日   | 2000年（平成12年）7月13日  |                      |
| 10 | 塚本勝人   | 2000年（平成12年）7月14日  | 2006年（平成18年）3月19日  | 廃止                 |

## 産業

### 甘木市に工場を置く主な企業
- トステム甘木工場
- ブリヂストン甘木工場
- 麒麟麦酒（キリンビール）福岡工場

## 地域

### 教育

#### 高等学校
- 福岡県立朝倉高等学校
- 福岡県立朝倉東高等学校

#### 中学校
市立
- 甘木中学校
- 南陵中学校
- 秋月中学校
- 十文字中学校

#### 小学校
市立
- 甘木小学校
- 立石小学校
- 福田小学校
- 蜷城小学校
- 秋月小学校
- 馬田小学校
- 金川小学校
- 三奈木小学校

## 交通
空港は福岡空港が最寄り。

### 鉄道
- 甘木鉄道甘木線：甘木駅
- 西鉄甘木線：西鉄甘木駅 - 馬田駅 - 上浦駅

### バス

#### 一般路線バス
- 西鉄バスグループ（西日本鉄道・西鉄バス両筑）
  - 福岡市（博多駅） - 太宰府市 - 筑紫野市 - 筑前町 - 甘木市
  - 筑紫野市（JR二日市駅・西鉄朝倉街道駅） - 筑前町 - 甘木市 - 朝倉町 - 杷木町
- 甘木観光バス
  - 甘木市内
  - 甘木市 - 筑前町（太刀洗駅）
  - 甘木市 - 久留米市田主丸（田主丸駅）

#### 高速バス
- 甘木バスストップ（甘木インターチェンジに併設）
  - ひた号：福岡市 - 福岡空港 - 筑紫野市 - 甘木バスストップ - 杷木町 - 日田市 - 杖立温泉
  - とよのくに号（各停便）：福岡市 - 筑紫野市 - 甘木バスストップ - 日田市 - 玖珠町 - 湯布院町 - 別府市 - 大分市
  - ゆふいん号：甘木バスストップ - 湯布院町 - 別府市
  - サンライト号：長崎市 - 諫早市 - 鳥栖市 - 甘木バスストップ - 杷木町 - 日田市 - 玖珠町 - 湯布院町 - 別府市 - 大分市

### 道路

#### 高速道路
- 大分自動車道
  - 甘木インターチェンジ

#### 一般国道
- 国道322号
- 国道386号
- 国道500号

#### 主要地方道
- 福岡県道14号鳥栖朝倉線
- 福岡県道33号甘木田主丸線
- 福岡県道66号桂川下秋月線
- 福岡県道79号朝倉小石原線
- 福岡県道80号甘木朝倉田主丸線

## 名所・旧跡・観光

### 観光

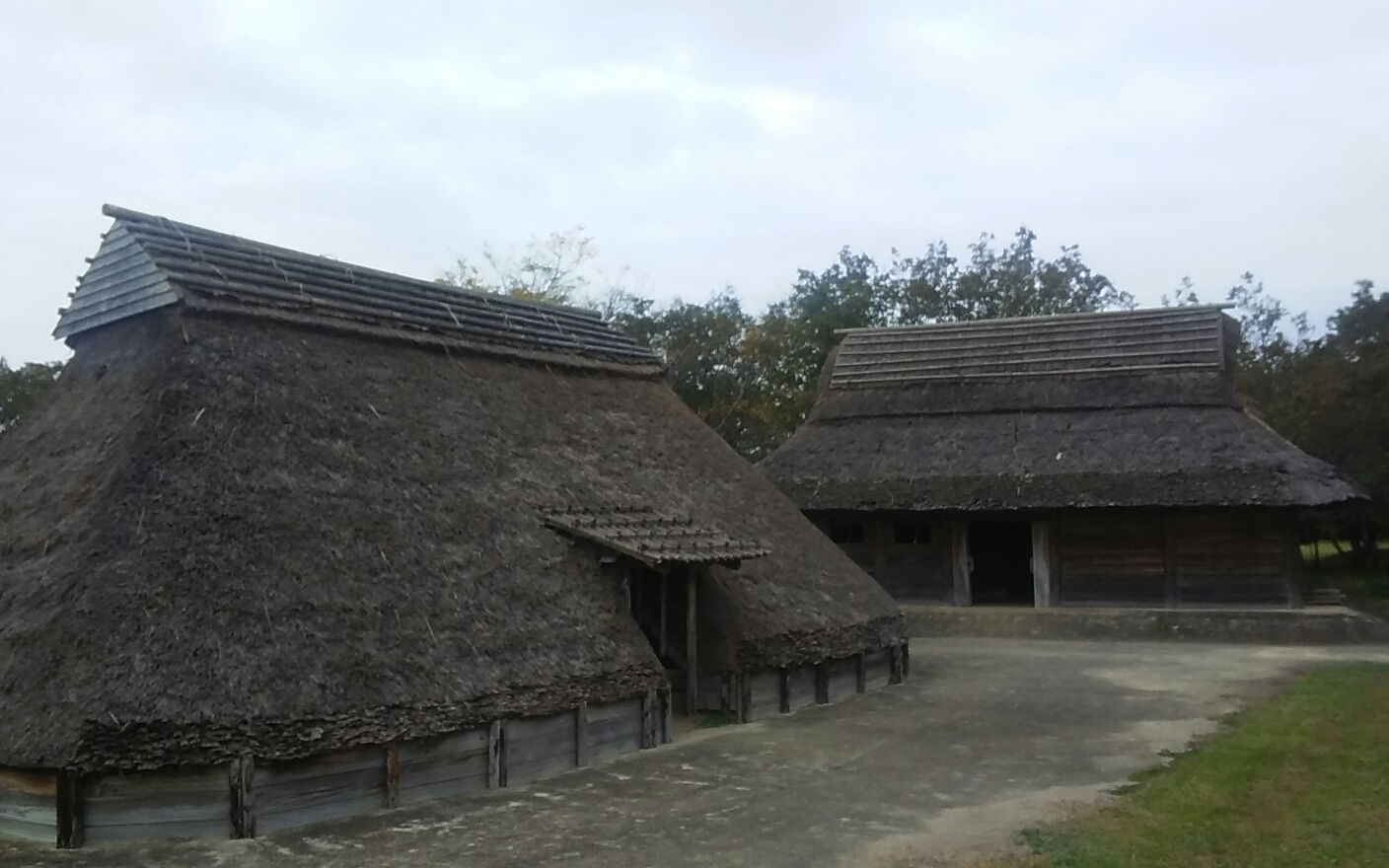
平塚川添遺跡

- 平塚川添遺跡
- 秋月（重要伝統的建造物群保存地区）
- 甘木公園

### 百選
- 水の郷百選：「水ひかる甘木」とっておきの田園交響市
- 日本の棚田百選：白川の棚田

## 甘木市出身の有名人
- 梅野信吉 （獣医師、免疫学者、旧夜須郡甘木村出身 ）
- 衛藤裕美子（柔道選手）
- 衛藤由佳（柔道選手）
- 飯田栄彦（児童文学作家）
- 業田良家（漫画家）
- 坂本一亀（河出書房の編集者、音楽家坂本龍一の父）